# Ospedaletto (Istrana)
Ospedaletto è una frazione del comune di Istrana, in provincia di Treviso.

## Geografia fisica
Sorge all'estremità sudovest del capoluogo, al confine con Cavasagra di Vedelago.
A sud della frazione scorre il fiume Sile, che in questo tratto iniziale si caratterizza per le numerose diramazioni (in particolare il Siletto) e le zone umide ricche di risorgive; l'area è protetta dal Parco naturale regionale del Fiume Sile. Per il resto il territorio è privo di corsi d'acqua di rilievo e l'approvvigionamento idrico è assicurato dalle varie canalette derivanti dal canale della Vittoria di Ponente, alimentato a sua volta dal Piave.

## Storia
Il primo riferimento scritto è del 997. Il toponimo richiama alla presenza di un ospizio per viandanti gestito dai benedettini di Polirone e attestato dall'XI secolo. Nel 1314 Hospitali de Cavasagra (in effetti fu molto legata alla vicina frazione di Vedelago) rappresentava una regola e cappella dipendente dalla capopieve di Istrana e vi venivano censiti sette fuochi.

## Monumenti e luoghi d'interesse

### Chiesa della Purificazione di Maria

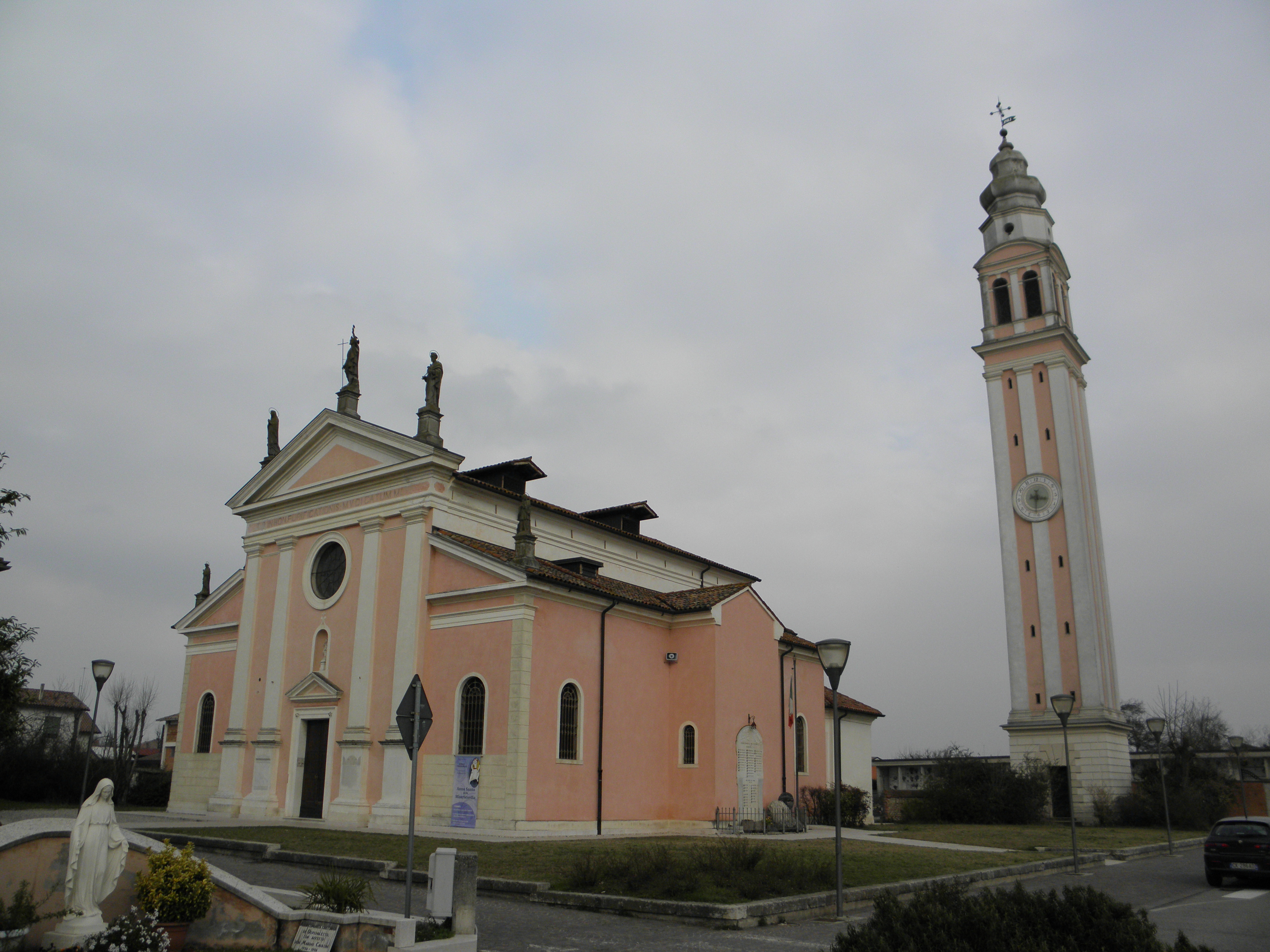
La chiesa parrocchiale della Purificazione della Beata Vergine Maria.

La parrocchiale di Ospedaletto, a cui era annesso l'ospedale-monastero, dipese dal convento di San Cipriano di Murano, passando poi in commenda al patriarca di Venezia dal 1587 al 1944 (pur dipendendo sempre dalla diocesi di Treviso).
L'edificio attuale fu ricostruito nel XVIII secolo su iniziativa dell'allora parroco don Giovanni Piccoli, il quale poté usufruire del lascito testamentario del patrizio e possidente locale Domenico Querini, ivi sepolto; fu consacrato il 24 settembre 1774. Fu successivamente ampliato nel 1900 con la costruzione delle due navate laterali. È una costruzione pregevole e tra le varie opere che la ornano si ricorda l'affresco del soffitto, una Purificazione attribuita al Tiepolo; vanno menzionati poi la pala di Filippo de Blancey e un preziosissimo apparato per le Quarantore placcato in oro, attualmente non utilizzato.